# La Cantera, Xiutetelco
La Cantera är en ort i Mexiko.   Den ligger i kommunen Xiutetelco och delstaten Puebla, i den sydöstra delen av landet, 190 km öster om huvudstaden Mexico City. La Cantera ligger 2 156 meter över havet och antalet invånare är 454.
Terrängen runt La Cantera är bergig. Runt La Cantera är det ganska tätbefolkat, med 149 invånare per kvadratkilometer. Närmaste större samhälle är Teziutlan, 7,6 km norr om La Cantera. I omgivningarna runt La Cantera växer huvudsakligen savannskog.